# Henri-Géry Hers
Henri-Géry Hers (Namur, 14 dicembre 1923 – Ottignies-Louvain-la-Neuve, 23 luglio 2008) è stato un fisiologo e biochimico belga e professore presso l’Université catholique de Louvain.
Nel 1966 gli fu assegnato il Premio Francqui per le sue ricerche nell'ambito biologico e medico; nel 1975 ricevette il Gairdner Foundation International Award della Fondazione Gairdner Foundation.

## La malattia di Hers
La malattia di Hers è un problema genetico nel metabolismo del glicogeno, che causa una deficienza del fosforilase epatico, è associato a un fegato ingrossato e ad una lieve ipoglicemia.